# Mouvement lavallois
Le Mouvement lavallois - Équipe Stéphane Boyer (ML) est un parti politique œuvrant sur la scène municipale dans la Ville de Laval au Québec, depuis mars 2009. À la suite des élections municipales du 3 novembre 2013, il prend le pouvoir avec l'élection de son candidat à la mairie, Marc Demers et de 17 de ses 21 candidats aux postes de conseillers municipaux ,. À l'hiver 2021, Marc Demers annonce qu'il ne se représentera pas à la mairie. S'ensuivra une course à la chefferie du parti où Stéphane Boyer succèdera à Marc Demers à titre de chef du Mouvement lavallois .

## Histoire

### Fondation
Le Mouvement lavallois a été formé à l'automne 2008 par un groupe de citoyens désirant offrir une alternative à l'administration du maire Gilles Vaillancourt. Il est officiellement reconnu par le Directeur général des élections du Québec le 3 mars 2009. Le fondateur est David De Cotis.

### Croissance
Au cours de l'année 2009, le parti progresse et s'affirme rapidement sur la scène lavalloise. Aux élections du 1er novembre 2009, c'est le seul parti à présenter une équipe complète contre l'équipe sortante avec comme candidate à la mairie Lydia Aboulian. 
Bien qu'aucun candidat n'a été élu aux élections du 1er novembre 2009, le Mouvement lavallois a récolté pour la mairie près de 23 % des voix exprimées, faisant de Lydia Aboulian la plus sérieuse prétendante au poste de maire.
L'élections de 2013 confirme la progression du Mouvement lavallois, alors que le candidat à la mairie, Marc Demers est élu sur le thème de la transparence avec une large avance de plus de 23 000 votes sur son plus proche rival. C'est aussi 17 des 21 postes de conseillers qui sont comblés par les candidats du Mouvement Lavallois . L'élection de 2013 se fait dans un contexte où l'ancien maire Gilles Vaillancourt est accusé de corruption et que la Commission d'enquête sur l'octroi et la gestion des contrats publics dans l'industrie de la construction fait état de manquements grave dans l'octroi des contrats publics dans de nombreuses municipalités, dont Laval. Gilles Vaillancourt sera d'ailleurs accusé et sentencé à six années de pénitencier pour ces manquements.
Lors de l'élections municipales de 2017 à Laval, le Mouvement Lavallois fera élire 19 conseillers sur 21 sièges. Dans les mois qui suivront, une chicane interne mènera au départ de plusieurs conseillers, dont David de cotis, le fondateur du parti. Ce dernier reprochera au maire d'être anti-démocratique ,. Toutefois, lors du conseil de ville de juin 2018, le premier geste des membres dissidents sera de déposer des résolutions visant à se nommer à différentes instances rémunérées de la ville. Dans les mois qui suivront, des enquêtes en matière d'éthique et d'intégrité feront également surface contre certains des membres dissidents, mais sans qu'il n'y ait d'accusation de portées contre eux. Les réelles causent resteront donc incertaines. Sur les neuf élus dissidents initialement, cinq rejoindrons les rangs d'Action Laval alors que les autres réintégrerons le caucus du Mouvement Lavallois. En 2020, le groupe ayant rejoint Action Laval se divisera à nouveau, encore une fois sur des questions d'éthique, ce qui encouragera Michel Poissant à fonder son propre parti Laval Citoyen.
Lors de l'Élections municipales de 2021 à Laval, le Mouvement Lavallois fera élire 14 conseillers municipaux sur 21. Son chef, Stéphane Boyer, deviendra alors le plus jeune maire de l'histoire de Laval. Pour la première fois, le conseil de ville de Laval sera paritaire avec onze femmes et dix hommes.

## Orientations socio-politiques
Le Mouvement lavallois garde dans ses objectifs premiers de ramener la transparence dans l'administration de la Ville et de développer un sentiment d'appartenance chez les citoyens.

## Direction

### Chefs du parti
| Nom            | Chef                             |
| -------------- | -------------------------------- |
| David De Cotis | Octobre 2008 à 22 septembre 2013 |
| Marc Demers    | 22 septembre 2013 à 7 avril 2021 |
| Stéphane Boyer | Depuis le 7 avril 2021           |

Lydia Aboulian a choisi de poursuivre sa carrière professionnelle plutôt que de se représenter comme candidate pour la mairie de Laval. Le Mouvement lavallois a choisi Marc Demers, un policier de Laval retraité, pour lui succéder. La candidature de Marc Demers fut sujette à la controverse dès son annonce : plusieurs médias ont invoqué que monsieur Demers ne peut être candidat, puisqu'il n'était pas résident à Laval dans la période prescrite selon la loi,. Le candidat à la mairie lors de cette élection, Jacques Foucher, après avoir annoncé qu'il ne souhaitait pas contester l'élection de M. Demers  est passé à l'action. Finalement, le 17 décembre 2014, Marc Demers est confirmé dans son rôle de maire par un jugement de la Cour supérieure du Québec.

### Président du parti
- David De Cotis (2008-2009-2010-2011-2012-2013)
- Anthony Giosi (2013-2014-2015-2016)
- Eric Morasse (2016-2017)
- Grace Ghazal (2018)
- Lyne Sylvain (2019-aujourd'hui)

## Résultats électoraux
| Élection                      | Chef           | Mairie | Conseillers |
| ----------------------------- | -------------- | ------ | ----------- |
| Élections municipales de 2009 | Lydia Aboulian | Non    | 0 / 21      |
| Élections municipales de 2013 | Marc Demers    | Oui    | 17 / 21     |
| Élections municipales de 2017 | Marc Demers    | Oui    | 19 / 21     |
| Élections municipales de 2021 | Stéphane Boyer | Oui    | 14 / 21     |